# Fernando O. Assunção
Fernando Octavio Assunção Formica (12. Januar 1931 in Montevideo – 3. Mai 2006 in São Paulo, Brasilien) war ein uruguayischer Historiker und Anthropologe.

## Leben
Assunção, der väterlicherseits portugiesische Wurzeln hatte, studierte zunächst Medizin, dann in Montevideo und Buenos Aires Geschichtswissenschaft und Anthropologie. In Buenos Aires war er Schüler von Augusto Raúl Cortazar. Im Lauf seiner Karriere lehrte er an Sekundarschulen sowie Hochschulen und Universitäten in Uruguay, Argentinien und anderen Ländern.
Er starb am 3. Mai 2006 auf dem Rückweg von einer UNESCO-Konferenz in Portugal auf dem Flughafen von São Paulo.

## Wirken
Assunçãos Hauptforschungsgebiet waren die Gauchos. Er selbst fühlte sich ihnen seelenverwandt, ritt Pferde, trug entsprechende Kleidung und nahm mit seiner Familie an traditionellen Paraden teil. Als Historiker widmete er sich maßgeblich der Geschichtsschreibung. Zudem trug er zum Wiederaufbau der Stadt Colonia del Sacramento und zur Entstehung des Museo del Gaucho in Montevideo und zur Gestaltung weiterer Museen und Ausstellungen bei. Zudem war er Choreograph und Interpret traditioneller Tänze aus der Region des Río de la Plata und schrieb ein Buch über den Tango.

## Werke
- Génesis del tipo gaucho en el Río de la Plata (1957).
- Usos y costumbres del gaucho.[2]
- El Gaucho (1963) Imprenta Nacional – Vorwort von Daniel Vidart
- Romancero oriental.
- El mate (Bolsilibros Arca, 1967).[2]
- Orígenes de los bailes tradicionales en el Uruguay (1968)
- Pilchas criollas (1976, reeditado por Emecé en 1997). ISBN 950-04-1121-0.[2]
- Artigas, Inauguración de su Mausoleo y Glosario de Homenajes (en colaboración con Wilfredo Pérez).
- El perro cimarrón.
- Tradición, factor de integración cultural del individuo en la comunidad.[2]
- De Uruguay, América y el Mundo.[2]
- "Cuadernos del Boston", serie sobre los barrios de Montevideo, 1990–1993, en colaboración con Iris Bombet Franco:
  - 1. La Ciudad Vieja,
  - 2. La Aguada,
  - 3. La Unión,
  - 4. Pocitos,
  - 5. 18 de Julio,
  - 6. Colón.
- Uruguay, lo mejor de lo nuestro (con fotografías de Julio Testoni).[2]
- El tango y sus circunstancias (El Ateneo, Buenos Aires).[2]
- Colonia del Sacramento, Patrimonio Mundial (coautoría con Antonio Cravotto, prólogo de Federico Mayor Zaragoza, introducción de Marta Canessa de Sanguinetti; Ediciones UNESCO, Montevideo, 1996).[2]
- Epopeya y tragedia de Manuel de Lobo. Biografía del fundador de Colonia del Sacramento (1635–1683) (Linardi y Risso, 2003).
- Historia del gaucho. Claridad, 2006, ISBN 978-950-620-205-7 (eingeschränkte Vorschau in der Google-Buchsuche).
- El caballo criollo (Emecé, Buenos Aires, 2008).[2]
- Bailes criollos rioplatenses (con Olga Fernández Latour de Botas y Beatriz Durante, Claridad, 2012)[3]